# Некрасовка (Хабаровский край)
Некрасовка — село в Хабаровском районе Хабаровского края. Образует сельское поселение «Село Некрасовка».

## География
Село Некрасовка фактически является спутником города Хабаровска (расстояние от Южного микрорайона до села 11 км, через путепровод ул. Суворова — просп. 60 лет Октября). Расположено на автодороге, соединяющей село Ильинка и село Дружба.

## История
16 мая 1907 переселенцы с запада образовали селение на правом берегу реки Малая Сита и назвали его Ново-Алексеевка. Уже в 1909 году они организовали в селе первую частную школу. 25 февраля 1923 года селение Ново-Алексеевка было переименовано в Некрасовку в честь народного поэта Н. А. Некрасова.
В декабре 1972 году на основании решения Хабаровского крайисполкома на территории с. Некрасовка начато строительство двух крупных в крае сельскохозяйственных агропромышленных комплексов — Дальневосточной птицефабрики на 550 тысяч кур-несушек и Хабаровского комбината по выращиванию и откорму 54 тысяч свиней в год. Строительство велось ускоренными темпами. И уже через 24 месяца, в декабре 1974 года были введены в действие первые очереди птицефабрики и свиноводческого комбината, а 1975 году была получена первая продукция. В сентябре 1975 года оба предприятия были введены в эксплуатацию на полную мощность. В то же время были введены в действие очистные сооружения, обеспечивающие полную очистку сточных вод.
К моменту сдачи производственных объектов для работников птицефабрики и свиноводческого комбината на территории сельского населённого пункта Некрасовка были построены 15 пятиэтажных благоустроенных домов общей площадью 43 тысячи квадратных метров, школа на 640 учащихся, два детских сада, магазин, общественный центр.
В 21-м веке жилой фонд села состоит из 54-х пятиэтажных домов, а также коттеджей и индивидуальных домовладений.

## Население
| 1926  | 1979  | 1992  | 2002  | 2010  | 2011  | 2012  |
| ----- | ----- | ----- | ----- | ----- | ----- | ----- |
| 708   | ↗5491 | ↗9600 | ↘9435 | ↘8883 | ↗8913 | ↘8881 |
| 2013  | 2014  | 2015  | 2016  | 2017  | 2018  | 2019  |
| ↗8886 | ↗8938 | ↗8973 | ↗9070 | ↗9170 | ↘9135 | ↘9087 |
| 2020  | 2021  | 2025  |       |       |       |       |
| ↗9101 | ↗9479 | ↘9464 |       |       |       |       |

## Промышленность
На территории села работают известные в крае предприятия:
- КГСАУ «Хабаровское специализированное лесное хозяйство» занимается выращиванием посадочного материала для лесовосстановления и продажи населению;
- ООО проектно-производственная компания «Амурбурвод» занимается бурением скважин на воду;
- Цех по производству пельменей, вареников, котлет, «колдунов»;
- Оператор связи ООО «Паутина»[20].

## Транспорт
Некрасовка связана с Хабаровском пригородным автобусным сообщением:
- маршрут № 102, на котором можно поехать в с. Дружба, с. Ильинка и Южный микрорайон Хабаровска;
- маршрут № 123, который следует до хабаровского автовокзала.

## Образование
В селе — две средние общеобразовательные школы, два детских сада, станция юных техников, центр детского творчества.

## Спорт
В Некрасовке находится футбольный стадион и зимний каток. В культурно-досуговом центре работают спортивные кружки, так же хорошо развито восточное единоборство в стиле кёкусинкай.
На базе МБОУ СОШ 2 села Некрасовка функционирует филиал отделения «Кёкусинкай» Краевого государственного автономного учреждения «Спортивная школа «Краевой центр единоборств»,  а так же ведёт свою работу общественная организация «Кёкусинкай».

## Здравоохранение и безопасность
В селе работают районная больница и поликлиника, станция скорой помощи и пожарная часть.
На территории поселка находятся три аптеки.

## Религия
В селе имеется православный Приход Блаженной Ксении Петербургской. Ведётся строительство православного храма.

## Достопримечательности
В селе имеются четыре памятника: на Аллее Памяти Ветеранам в 2010 году к 70-летию начала Великой Отечественной войны открыт памятник «Они сражались за Родину», на площади Славы — обелиск «Героям-землякам, погибшим в Великой Отечественной войне». В открытии данного памятника большую роль сыграли председатель Совета ветеранов 1980-х гг. Шельдишев Александр Николаевич и группа «Поиск» под руководством учителя школы № 2 с. Некрасовка Демченко Татьяны Валерьяновны. В 1987 году администрацией Хабаровского района к 50-летию района построена аллея Трудовой Славы, на которой установлен памятный камень. В 2007 году к 100-летию села на аллее Труда появился ещё один памятный камень, который жители села так и назвали: «100-летию Некрасовки».